# Afife Jale
Afife Jale (1902 – 24 de julho de 1941) foi uma actriz de teatro turca, mais conhecida como a primeira actriz teatral muçulmana na Turquia.

## Início
Afife foi estudante do Girls Industry School em Istambul; no entanto, o seu desejo era ser actriz. No Império otomano, as mulheres turcas muçulmanas não tinham permissão para actuar em palcos por um decreto do Ministério do Interior. Só mulheres não muçulmanas gregas, arménias, ou minorias judias eram ilegíveis para ser parte de um elenco.

## Vida pessoal
Jale nasceu em 1902 em Istambul, filha de Hidayet e da sua esposa Methiye, tinha uma irmã chamada Behiye e um irmão, Salâh.
Afife Jale caiu em pobreza após deixar a sua carreira de actriz. Em 1928, conheceu Selahattin Pınar (1902-1960), um virtuoso tambur, num concerto de música clássica turca. Eles casaram-se em 1929, e mudaram-se para um apartamento em Fatih, distrito de Istambul. A vida matrimonial não era boa, e o casal se divorciou no ano de 1935 quando o seu vício à morfina tinha já afectado o seu casamento negativamente. Selahattin Pınar compôs uma série de peças musicais, que mais tarde se converteram em clássicos, em referência à sua relação com sua esposa durante o seu casamento.
Preocupada com a sua dependência de substâncias, os seus amigos do conservatório levaram-na ao Hospital Psiquiátrico Bakırköy para receber terapia. Ela passou seus últimos anos no hospital, onde morreu a 24 de julho de 1941. O seu lugar de sepultura foi esquecido até aos dias de hoje.

## Legado
Em 1987, o jornalista Nezihe Araz (1922-2009) escreveu uma obra de teatro titulada "Afife Jale", que se apresentou em palcos e posteriormente se converteu num filme.
A sua trágica vida foi representada duas vezes no cinema, primeiro no filme de 1987 Afife Jale dirigida por Şahin Kaygun, e mais tarde no filme Kilit (2008) do director Ceyda Aslı Kılıçkıran, com Müjde Ar protagonizando ambas as versões.
Em dezembro de 1998, a "Companhia de Dança Moderna" da Ópera e Ballet Estatal da Turquia realizou um suite ballet contemporâneo com o título Afife composto por Turgay Erdener e coreografado por Beyhan Murphy. Os dois actos da obra dramatizan a vida de Afife em quatro cenas com as cores ouro (da juventude), vermelho (luta), púrpura (vício), e prata (morte). O ballet realizou-se novamente em 2012 na Casa da Ópera de Süreyya, em Kadıköy.
O 2000 publicou-se o álbum de música Afife que contém canções de música clássica interpretadas pela soprano Selva Erdener, acompanhada pela Orquestra Sinfónica Chaikovski da Rádio de Moscovo.
Um filme documentário "Yüzyılın aşkları: Afife ve Selahattin" do jornalista turco Can Dündar, que representa o casamento com Selahattin Pınar, foi transmitido no ano 2004 no canal CNN Türk.
No bairro Ortaköy de Bêşiktaş, distrito de Istambul, um centro cultural, o "Afife Jale Kültür Merkezi", e um palco de teatro, o "Afife Jale Sahnesi", foram baptizados assim em memória sua.
Desde 1997, o Prémio Teatral Afife Jale, estabelecido pela companhia de seguros Yapı Kredi Sigorta, dá-se a destacados actores de teatro a cada ano em sua honra.